# Període romà al País Valencià
El període romà al País Valencià és el període següent al període iber i al període cartaginès. Comença el segle iii aC amb la romanització i va acabar amb la invasió dels visigots. El territori a l'arribada dels romans estava compost per un conjunt de tribus íberes, i no seria fins segles després que es formaria el que avui entenem com el País Valencià.
Les guerres entre cartaginesos i romans acabaren amb la civilització autòctona i desembocaren, l'any 215 d. de C., en el sotmetiment de Sagunt i tot el litoral valencià a l'autoritat militar de Roma.
Va ser amb ells, amb els romans, que comença la veritable història i vertebració del país. Ja l'any 138 s'institueix, vora el riu Túria, la Colonia Valentia; per aqueixa data ocupen la colònia ibera de l'Alcúdia d'Elx (Colonia Julia Illici Augusta).
La pax romana d'Octavi August parcel·la la Hispània Citerior en tres territoris: la Ilercavònia, al nord; Edetània, al centre i la Contestània, entre el Xúquer i el riu Segura. Ací comença la toponimització dels nuclis de població. El deliri per assolir títols romans tant per a les persones com per a les ciutats duu a la divisió de la societat en classes. Les primeres ciutats a assolir estatut jurídics importants són : Valentia, Illici Augusta (Elx), Saguntum, Bisgargis (el Forcall?), Edeta (Llíria); Lucentum (Alacant); Saetabis Augusta (Xàtiva), Diànium (Dénia).
Els tres segles següents, amb el territori ja totalment romanitzat, venen marcats pels esdeveniments que porten a la desintegració de l'Imperi Romà que culmina el segle v amb les invasions bàrbares.
Monumentalment poca cosa ens ha arribat de la dominació romana; hi destaquen el teatre romà de Sagunt, l'arc de Cabanes, algunes sepultures a Daimús i la Torre de Sant Josep, vora la ciutat romana d'Al·ló (la Vila Joiosa).

## Antecedents
L'any 237 aC, els cartaginesos començaren la seva penetració militar pel sud de la península Ibèrica, que acabà el 227 aC amb l'establiment d'un estat amb capital primer a Acra Leuce i després a Mastia, reanomenada posteriorment com Carthago Nova. El 231 aC una ambaixada romana tingué lloc a Hispània per tractar amb el cabdill cartaginés Hamílcar mentre els saguntins, aliats de la República romana des del 230 aC, també enviaren ambaixadors a Roma. L'any 229 aC Àsdrubal va succeir Hamílcar en el comandament del nou estat cartaginès a Ibèria i va convenir el 226 aC en el Tractat de l'Ebre signat amb Roma que el límit nord d'aquesta expansió seria l'Ebre. En el tractat de 348 aC la zona entre Mastia i l'Ebre havia estat oberta al comerç romà.
Després de la conquesta de Saguntum, ciutat aliada dels romans per les tropes púniques liderades per Hanníbal el 218 aC va esclatar la Segona Guerra Púnica, que duria al ple domini romà de la península Ibèrica.
Els romans van ser els qui van estructurar bàsicament el territori del País Valencià tal com avui l'entenem, tant pel que fa a les infraestructures com a la creació de ciutats. La Hispània Citerior fou una de les dues províncies en què es va dividir la península Ibèrica després de la conquesta romana. Va ser creada el 197 aC, i s'hi inclou l'actual territori del País Valencià.
L'increment de territori controlat per Roma i l'enriquiment que això produïa en els seus governants va conduir a una etapa molt convulsa entre els segles II i I aC, que van transformar la República Romana en Imperi Romà quan August va vèncer tots els seus enemics el 31 aC, i en proclamà la reforma el 13 de gener de l'any 27 aC. En virtut d'aquesta reforma s'encarregava del proconsolat de totes aquelles províncies que tenien acantonades legions (prenent així el comandament de tot l'exèrcit), i d'Octavi mateix dependrien els oficials i soldats. Hispània va ser dividida en tres províncies: Tarraconense, Bètica i Lusitània.
La pressió dels huns, que liderats per Àtila van arribar a les portes de Roma, va empènyer les tribus germàniques cap a l'Europa occidental. Per intentar fer front a aquesta crisi, a la mort de Teodosi I el Gran va deixar la part occidental (on es trobava Hispània) de l'imperi al seu fill Honori, i la part oriental al seu fill Arcadi. La invasió va precipitar la caiguda de l'Imperi Romà el 476.

## Conquesta romana
Aníbal, que havia succeït Àsdrubal el 221 aC, en assaltar i sotmetre Saguntum, va trencar el Tractat de l'Ebre i esclatà la segona Guerra Púnica. El cartaginès va recórrer la costa del llevant peninsular i va contreure pactes amb molts pobles indígenes; va traspassar els Pirineus i els Alps i entrà a Itàlia, on infringí una sèrie de derrotes als exèrcits de Roma. A Ibèria restava Àsdrubal Barca com a lloctinent al sud, mentre Hannó controlava l'àrea al nord de l'Ebre.

Zones d'influència el 218 aC

El 218 aC la República Romana decidí tallar els subministraments i la ruta de retirada de l'exèrcit cartaginès. Gneu Corneli Escipió Calb comandant 60 naus, 10.000 infants i 700 genets, uns 30.000 homes en total (equivalent a quatre legions) desembarcà a Empúries, factoria grega aliada dels romans, i es dirigí per terra seguint la via Heraclea, cap a Cissa on derrotà les forces cartagineses i hi establí una base militar, on després s'aixecaria la Tarraco romana. Després marxà cap a l'Ebre, on esclafà els contingents púnics d'Asdrúbal en una batalla naval a la seva desembocadura. Aprofità la campanya per segellar pactes d'amistat amb els pobles indígenes i renovar els antics, i contractar mercenaris ibèrics. Poc després el seu germà Publi, que havia acudit amb ell com a legat, marxà a la costa etrusca per mar quan s'assabentà que Aníbal havia creuat els Alps, però tornà a Hispània el 216. Publi també va contreure pactes personals amb cabdills com Indíbil, reietó dels ilergetes. Així, els dos germans Escipions, entre el 216 i el 212, seran els comandants en cap de les tropes romanes a la península, front a l'exèrcit púnic comandat per Asdrúbal i Magó. En aquests anys aconseguiren sotmetre els pobles de la costa catalana, derrotar Àsdrubal a la batalla d'Ibera el 215 aC, conquerir Saguntum el 212 aC i establir definitivament el seu quarter general a Tarraco, fins que foren derrotats i morts pels cartaginesos el 211 aC en terres de l'actual Sierra Morena.
El 210 aC arribà Publi Corneli Escipió Africà Major, fill de Publi, que volia venjar la mort "del seu pare, del seu oncle i el de la pàtria", amb 10.000 infants, 1.000 genets i 28 naus militars. S'enfrontà amb els cartaginesos, que comptaven amb 25.000 soldats d'infanteria i 2.500 genets, i el 209 aC aconseguí prendre Cartago Nova, la capital púnica a Hispània, cosa que va fer que Magó es rendís al romà, i que Escipió n'aconseguís un important botí. Posteriorment va instal·lar-hi una guarnició. Dues altres grans victòries de la República Romana contra els cartaginesos foren les de Baecula el 208 aC, i la d'Ilipa el 207 aC.

## Província Hispània Citerior
Després de la conquesta i d'un període de certa tranquil·litat, l'any 154 aC els procònsols de la Citerior i de la Ulterior són derrotats pel cap lusità Púnic. La revolta es va estendre per gran part de la península i va arribar fins i tot a l'antiga capital cartaginesa, Cartago Nova. Púnic va morir poc després i el va succeir Caesarus que al seu torn va vèncer al procònsol Lluci Mummi. Un altre cap, Caucaenus, que dirigia als lusitans de la riba esquerra del Tajo, es va dirigir cap a l'Algarve ocupant la capital Conistorgis. Els pobles celtibers dels belis i els titis, veïns dels arevacs, van desafiar també a Roma. Roma va decidir l'enviament del cònsol Quint Fulvi Nobilior. La necessitat d'enviar la força amb urgència, va fer que els dos cònsols entressin en el seu càrrec amb dos mesos i mig d'anticipació, i així l'any romà, que s'iniciava el 15 de març, va ser traslladat a l'1 de gener, cosa que es manté fins avui (la nova cronologia va ser anomenada Era Hispànica).
Nobilior va ser substituït el 152 aC per Marc Claudi Marcel que ja havia estat procònsol el 168 aC. El 150 aC el va succeir Lluci Licini Lucul·le, que es va distingir per la seva crueltat i la seva infàmia. Després de la seva actuació, els lusitans van estendre la revolta a Turdetània, on els va derrotar el procònsol Gai Vetili (cap a 147-146 aC). Els lusitans partidaris de la resistència es van reagrupar entorn del pastor i capitost lusità anomenat Viriat, qui va acabar matant a Vetili en una emboscada, estenent-se de nou la revolta sobretot a Carpetània i Lusitània. Cap al 145 aC, Viriat va infligir una severa derrota al procònsol Gai Plauci que li va costar una acusació per deshonrar a Roma, condemnada amb el desterrament.

La Hispània Citerior en els primers anys de la Conquesta romana d'Hispània

Un procònsol de la Citerior, de nom Claudi Unimà, va caure combatent contra el cabdill lusità Viriat en data incerta. Malgrat que la major part de les campanyes de Viriat es van portar a terme a la província Ulterior, ocasionalment va combatre contra forces de la província Citerior. Un altre procònsol, de nom Gai Nigid, també va ser derrotat. Després va ser enviat contra el cònsol Quint Fabi Màxim Emilià, fill del vencedor de Pidna, però durant dos anys va defugir el combat amb Viriat llevat de quan l'avantatge estava de la seva part. El va succeir el procònsol Quinci (cap a 143-142 aC), sobre el qual Viriat va tornar a obtenir destacats èxits militars. Cap al 141 aC va succeir a Quinci el procònsol Quint Fabi Màxim Servilià, germà adoptiu de Quint Fabi Màxim Emilià, el qual va passar a l'ofensiva sense obtenir cap èxit decisiu, encara que tampoc Viriat va aconseguir grans victòries. Una segona ofensiva del procònsol, que va travessar el Guadiana (Anas) i el Guadalquivir (Betis), li va permetre prendre moltes ciutats, però va ser sorprès i derrotat per Viriat prop d'Erisana. Finalment es va acordar la pau, ratificada pel Senat, per la qual es reconeixia la independència de Lusitània i el títol reial a Viriat.
El 140 aC Quint Servili Cepió va succeir a Servilià, i des del principi, amb la complicitat del Senat, va conspirar contra l'acord de pau. Agafant desprevinguts als lusitans, va recórrer el seu territori i el dels Vetons, fins a Galícia. El 139 aC Cepió va tornar a atacar els lusitans en combinació amb Marc Popil·li des de la Citerior. Viriat va demanar la pau, que es va acordar en penoses condicions. Les exigències romanes van obligar Viriat a cridar de nou a la lluita. Viriat va enviar Audax, Ditalcó i Minuci d'Urso a pactar amb Cepió. Però els tres ambaixadors van vendre al seu rei al romà. En tornar al campament de Viriat el van assassinar. Els lusitans van elegir llavors com a sobirà a Tautamus, qui va planejar apoderar-se de Sagunt, però l'expedició va fracassar, i mentre tornava, en travessar el Betis o Guadalquivir, va ser atacat pels romans i va caure pres. Lusitània va quedar sotmesa poc després. Mentre, l'any 144 aC, els arevacs es van revoltar de nou, després de les victòries de Viriat. En socors del procònsol Quint Fabi Màxim Emilià havia estat enviat Quint Cecili Metel Macedònic, de la família Metel·la de la gens Cecilia, i fill del personatge d'igual nom distingit com orador. Quint Cecili Metel va exercir diverses magistratures, entre elles la de procònsol a Macedònia (on va sufocar la rebel·lió d'Andrisc i va adoptar per això el nom de Macedonicus), sent nomenat cònsol el 143 aC. El 142 aC es trasllada a la Hispània Citerior, on va aconseguir pacificar la província, quedant només com a rebels Termància i Numància, que finalment van acabar signant un pacte de capitulació.
Però les condicions imposades per Roma, van portar de nou a la rebel·lió dels numantins i termantins sota el comandament de Megaravic. Metel va deixar el comandament (més tard va ser censor el 131 aC i va morir el 115 aC) a Quint Pompeu Ruf (141 aC) que va ser derrotat dues vegades prop de Numància. Pompeu pactà amb Termància i va oferir bones condicions de pau a Numància, que van ser acceptades (140 aC). Però a l'arribada del seu successor Marc Popil·li Laenes IV (139 aC), Pompeu va negar el pacte. Els numantins van recórrer al Senat i, mentre, la guerra es va declarar en suspens. Popil·li Lena va col·laborar en la submissió dels lusitans, i va atacar els lusons, veïns dels numantins, talant el seu territori. El Senat va declarar inexistent el pacte entre Numància i Pompeu i va ordenar reprendre la guerra.

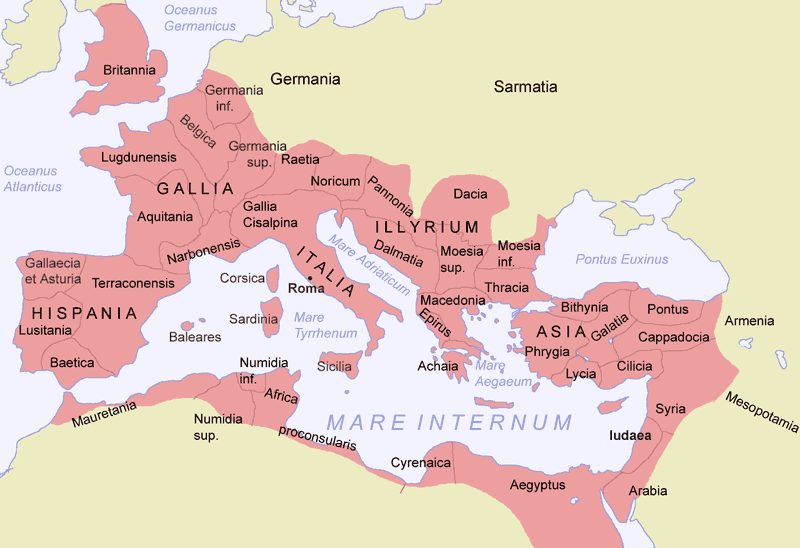
Mapa de les Províncies romanes

Lena va assetjar Numància, però va ser derrotat (138 aC). El va succeir Gai Hostili Mancí (137 aC), el qual també va ser derrotat, i per evitar la pèrdua del seu exèrcit va haver de firmar la pau i reconèixer la independència de Numància. El Senat es va negar a ratificar l'acord i va castigar el cònsol (Mancí era poc addicte a l'alta aristocràcia) lliurant-lo als numantins, que es van negar a rebre'l. El col·lega de Mancí, Marc Emili Lèpid Porcina, arribat a la província, va atacar per motius injustificats als vacceos, a Palència (136 aC), però va haver de retirar-se amb forts baixes. El mateix any va intentar pacificar la província Lluci Furi Filó, i a l'any següent Quint Calpurni, ambdós combateren amb escàs èxit als numantins. Finalment es va decidir enviar Publi Corneli Escipió Emilià, considerat el millor general de l'època que el 133 aC i després d'un setge va ocupar i destruir la ciutat celtibera de Numància, últim bastió dels celtibers. Entre el 135 aC i el 132 aC va ser ocupada Galícia. Quan el 123 aC els romans van ocupar les illes Balears, s'hi van establir tres mil hispans que parlaven llatí, el que dona una idea de la penetració cultural romana a la península en només un segle. Durant les guerres socials va estar al costat dels populars, i Quint Sertori la va dominar tot oposant-se a la dictadura de Lluci Corneli Sila, fins al seu assassinat el 72 aC i la derrota de Perpenna davant Gneu Pompeu Magne.
El 72 aC, Calagurris, reducte sertorià-celtiber, va ser assetjada per Quint Cecili Metel, donant-se casos de canibalisme. Pel que sembla el setge romà va ser complet i la falta de queviures a la ciutat va provocar la fam, menjant-se als animals com gossos i gats, als morts, i més tard matant-se els uns als altres per devorar-se. Aquests fets van portar a donar a la fam incontenible el nom de "fam calagurritana". Però segurament el canibalisme estava entroncat en la cultura local. El buit de poder a la zona de Calagurris, o el suport romà als vascons, rivals dels celtibers, o les dues coses alhora, va afavorir la subseqüent extensió dels vascons al sud de l'Ebre.
Els sertorians, es van atrinxerar als Pirineus, però van ser vençuts per Pompeu, refugiant-se després al nord de la serralada, on el general romà els va permetre fundar prop de Lugdúnum (avui Saint Bertrand en Comminges) la ciutat dels refugiats: Convenae (Convene o Lugdunum Covenarum). El 70 aC va governar la Citerior amb poders extraordinaris Gneu Pisó. Un altre membre de la família, Marc Papi Pisó, també va governar a Hispània. El 65 aC, Gneu Calpurni Pisó va exercir el càrrec de qüestor amb poders pretorians a la Citerior, amb gran rapacitat (era un destacat participant de la conspiració de Catilina), i va ser assassinat per la seva escorta d'indígenes, probablement a instigació de Pompeu. El 56 aC va ser procònsol de la Citerior Quint Metel Nepot. El mateix any es va acordar pels Triumvirs que el govern de la Citerior (i de l'Ulterior) fos governat per Pompeu des del 54 aC i per cinc anys (després prorrogats per altres cinc anys més), i que per tant seria cònsol el 55 aC. Pompeu no va viatjar a Hispània, sent governada mitjançant lloctinents.
El 49 aC va esclatar la guerra civil entre Juli Cèsar i Gneu Pompeu Magne, i la província Citerior va passar a mans de Pompeu, però es va sotmetre després de la capitulació d'Ilerda (2 d'agost del 49 aC). Dos anys després, tota la Citerior estava alçada de nou a favor de Pompeu, però el governador provincial, Marc Emili Lepid, va restablir la lleialtat a Cèsar (47 aC). La província es va alçar de nou contra Cèsar el 45 aC però va quedar sotmesa després de la batalla de Munda (17 de març del 45 aC). En el segon triumvirat la Hispània Citerior va ser confiada a Marc Emili Lepid, qui aviat va ser eliminat pels seus rivals. Sext Pompeu va reprendre la rebel·lió. Octavi (August) va passar a governar la Citerior. El govern d'Hispània, que al costat del de la Narbonense i al d'Itàlia havia estat atribuït a Lepid, va passar a Octavi (August). L'any 38 aC es va iniciar l'era Hispànica: en lloc de comptar-se els anys per la fundació de Roma (que seria el 716) es van comptar en Hispània a partir d'aquest any.
El 13 de gener de l'any 27 aC Octavi (August) va proclamar la seva reforma que encarregava al proconsulat totes aquelles províncies que tenien legions. Així prenia el comandament de tot l'exèrcit, depenent del mateix Octavi els oficials i soldats. Entre les províncies afectades per aquestes mesures hi havia la Citerior. Aquell mateix any, Hispània, constituïda per dues províncies, la Citerior i l'Ulterior, va ser dividida en tres: la Hispania Citerior Tarraconensis, Bètica i Lusitània.

## L'Imperi Romà

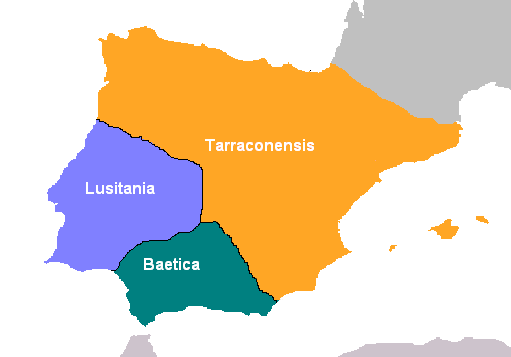
Segona divisió provincial d'Hispània

Amb l'atorgament del títol d'August a Octavià pel senat després de la seva victòria a la Tercera Guerra Civil Romana el 27 aC comença l'Imperi Romà, es creà la província imperial Citerior Tarraconensis amb capital a Tarraco, la més gran de tot l'imperi, abastant al Nord els Pirineus, el Cantàbric i el que ara és Galícia, i a la costa mediterrània Cartago Nova. Els límits amb la Bètica i la Lusitània, les dues altres províncies hispàniques creades per August discorrien entre el mont Solori, els monts Oretans, els Carpetans (part nord de la serra de Guadarrama) i els dels àsturs.
La Tarraconense, controlada directament per l'emperador tenia com a màxima autoritat a la província un llegat de l'emperador. Al front de la hisenda hi havia aun procurador de rang Cavaller romà. Per mantenir l'ordre militar, en un principi a la Tarraconensis hi havia tres legions però el 74, en època de Vespasià només es mantenia la Legio VII Gemina, que quedaria fins a la fi de l'imperi.
La Tarraconensis estava dividida en set conventus creats a l'època d'August i vigents fins al 288 amb la reforma de Dioclecià, eren demarcacions administratives per a l'administració de justícia, culte imperial i la recaptació fiscal, i possiblement eren districtes de cens, reclutament de tropes i realització d'obres públiques. El que aproximadement és ara Catalunya i el nord del país valencià era el Conventus Tarraconensis i el centre del País Valencià, mentre el conventus Carthaginensis formaria la resta del País Valencià.

### La societat en època de l'Alt Imperi
En època d'August el model social romà va ser exportat de manera definitiva a les poblacions de la majoria de les províncies que integraven l’imperium, entre elles la Tarraconensis, on la romanització ja fou plenament consolidada i el dret a la ciutadania romana fou molt més àmpliament concedit a famílies i individus de les capes altes indígenes a fi de consolidar el nou ordre. S'esdevenia ciutadà per naixement, per haver servit en tropes auxiliars, per ser un esclau manumitit (alliberat) o bé per lliure decisió del poder imperial. Començà l'època de l'anomenada Pax romana.
Els ciues romani es dividien en ordes amb diferents drets i obligacions, marcades per l'acumulació de capital en terres, que possibiliten la ràpida ascensió cap a estrats superiors. Els ciutadans més rics pertanyien als ordes senatorial (el més alt), l'eqüestre i el decurional. Cada orde o rang tenia. Els ordes senatorial i eqüestre tenien funcions directives a l'administració central de l'imperi i el decurional era encarregat del govern de les ciutats.
Moltes persones lliures no gaudien del dret de la ciutadania: als pelegrins (ciutadans de colònies romanes, sense tots els drets dels romans), estrangers o súbdits d'estats vassalls, mentre que els lliberts i els esclaus integrarien la base d'aquesta piràmide.
La plebs rustica, la població que habitava el camp, es dividia en esclaus, lliberts i ingenus (persones nascudes lliures). Els indígenes de l'actual País Valencià assoliran millors oportunitats d'adquirir la ciutadania romana a la segona meitat del segle i, amb la concessió per part de l'emperador Vespasià de l'ius latii minus, és a dir, el dret romà, a tots els ciutadans lliures d'Hispània, de manera que els magistrats de les ciutats amb ius latii, la seva família i els seus descendents passaven a ser automàticament ciutadans romans de ple dret, encara que la major part de la població d'aquests municipis eren peregrins. L'emperador Claudi, que es destacà pel seu tracte de favor als provincials, especialment als gals, concedí als hispans la immunitat i l'exempció d'impostos.

## La crisi delsegleiii
Caracal·la, l'any 212 proclamà la Constitutio Antoniana, va atorgar la ciutadania a tots els habitants lliures de l'imperi (els esclaus en quedaren exclosos). L'exèrcit esdevingué una peça clau per frenar el contingent bàrbar i les despeses de les guerres faran que la hisenda imperial esdevingui cada vegada més exigua tot i que els impostos eren cada vegada més necessaris, i va créixer el poder dels militars dins la societat romana en una època convulsa en la qual van ser freqüents les usurpacions i els curtíssims mandats dels emperadors. No obstant això, el poder de l'emperador començava a ser considerat com a diví.
A finals del segle ii aparegueren a Hispània les grans villae rusticae, vil·les autosuficients i amb grans comoditats per als seus propietaris. La creixent concentració de la propietat agrària farà que en aquesta època s'agreugi a Occident la gran divisió social entre els grans propietaris i les persones més pobres i dins la classe social més baixa, lliures i no lliures assoliren condicions de vida semblants. Els camperols pobres, que abans havien estat persones lliures, o bé es passaren a les files dels bagaudes (bandits) o bé s'aferraven a la protecció dels terratinents (colons). El sistema del colonat, basat en un contracte entre terratinent i coló, pel que el primer arrendava una parcel·la per cinc anys a canvi d'una suma de diner, havia començat a Itàlia possiblement a finals del segle i aC, com a manera de protegir-se de les exaccions fiscals del cada vegada més precari estat imperial i això farà que cada vegada més disminueixin els contribuents. A partir del segle iii, els contractes de colonat varen transformar-se cada vegada més en perpetus fins que a partir de Dioclecià (284-305) aquesta situació esdevingué de iure. Així els grans propietaris s'asseguraven que els colons paguessin i no escapessin de les seves terres.
Un altre fenomen que comença a tenir efectes a la Tarraconense és l'aparició de les primeres comunitats cristianes en aquest segle iii. A les nostres terres la nova religió penetra amb Sant Fèlix de Girona i Sant Cugat.
Durant el regnat de Còmmode bandes de soldats desertors a causa de la duresa de les lleves i de les lluites contra els invasors assolaren Hispània i a partir de la segona meitat del segle ii començà la pressió dels pobles bàrbars a les fronteres de l'imperi, iniciant una crisi econòmica que s'agreujaria a l'època dels Severs. Els pobles germànics arribaren a la Tarraconense la segona meitat del segle iii i les invasions, esmentades per Aureli Víctor, Eutropi, Orosi, Nazari, Jerònim i Pròsper de Tir van ocasionar un gran trasbalsament i provocant la ruïna de les ciutats de la costa i la desaparició de molts uici o agrupacions rurals que no tenien rang administratiu. Les primeres ràtzies arribaren entre el 253 i el 257 i estaven constituïdes per grups de francs i alamans. Una segona invasió més devastadora va tenir lloc vers el 260 i el 261, en la qual ciutats com Bàrcino van haver d'edificar muralles a cuita-corrents i Tarraco fou destruïda quasi totalment el 260. Als invasors germànics se'ls uniren part de les classes populars molt descontents amb el creixent poder dels grans terratinents, i la pressió fiscal de l'estat.
Entre el 261 i el 269 es va proclamar com a escissió de l'imperi, l'Imperi Gàl·lic del que la província Tarraconense va entrar a formar part. Aquesta zona irredempta abraçava tota la Gàl·lia i part de Britànnia, Germània i Hispània. Finnalment, una tercera incursió dels francs es va produir entre el 276 i el 279. L'abandó de terres a l'imperi s'agreujarà a partir del segle iii.

## Valentia

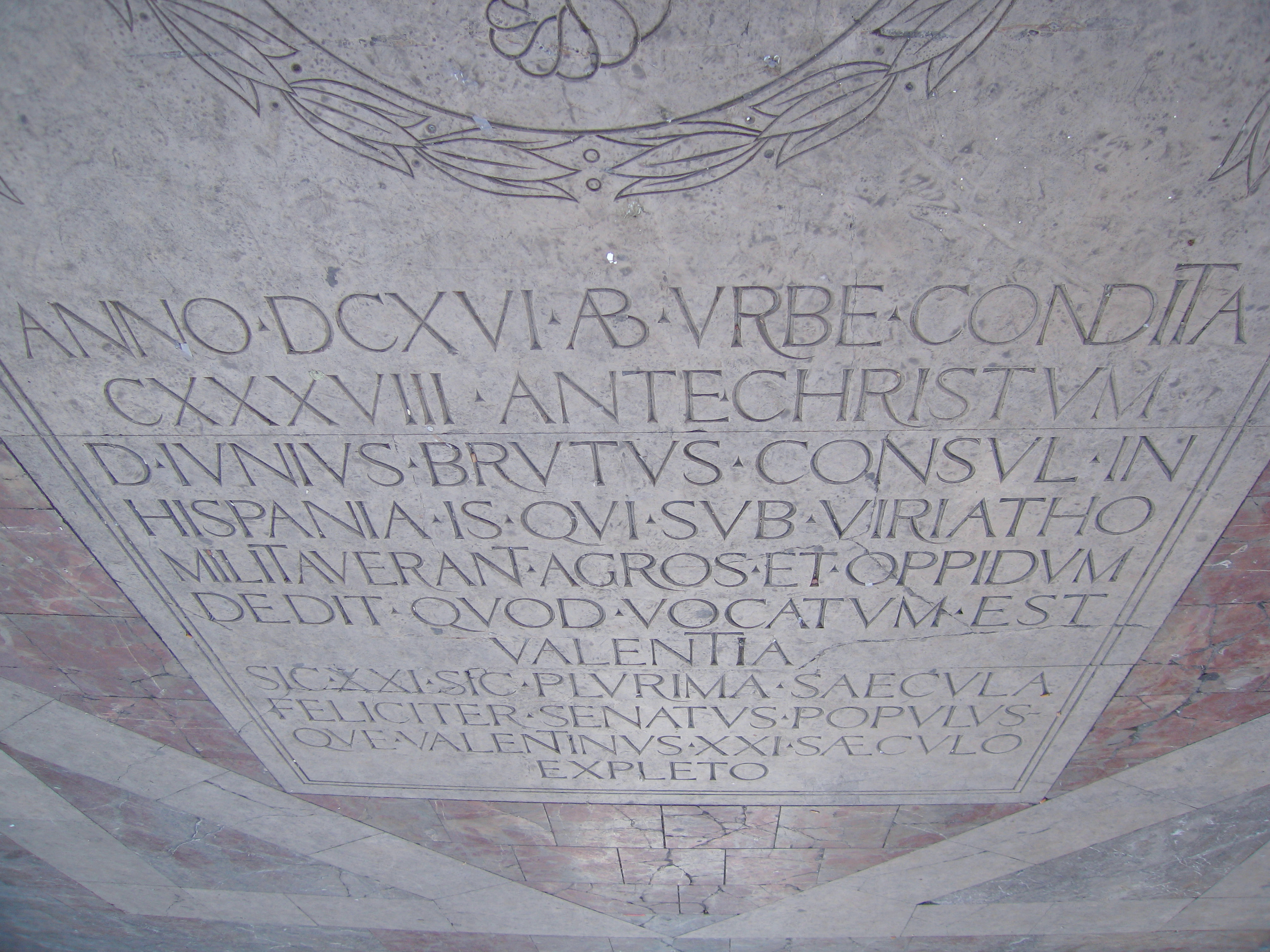
Plaça de la Mare de Déu. Inscripció de Titus Livi sobre la fundació de Valentia

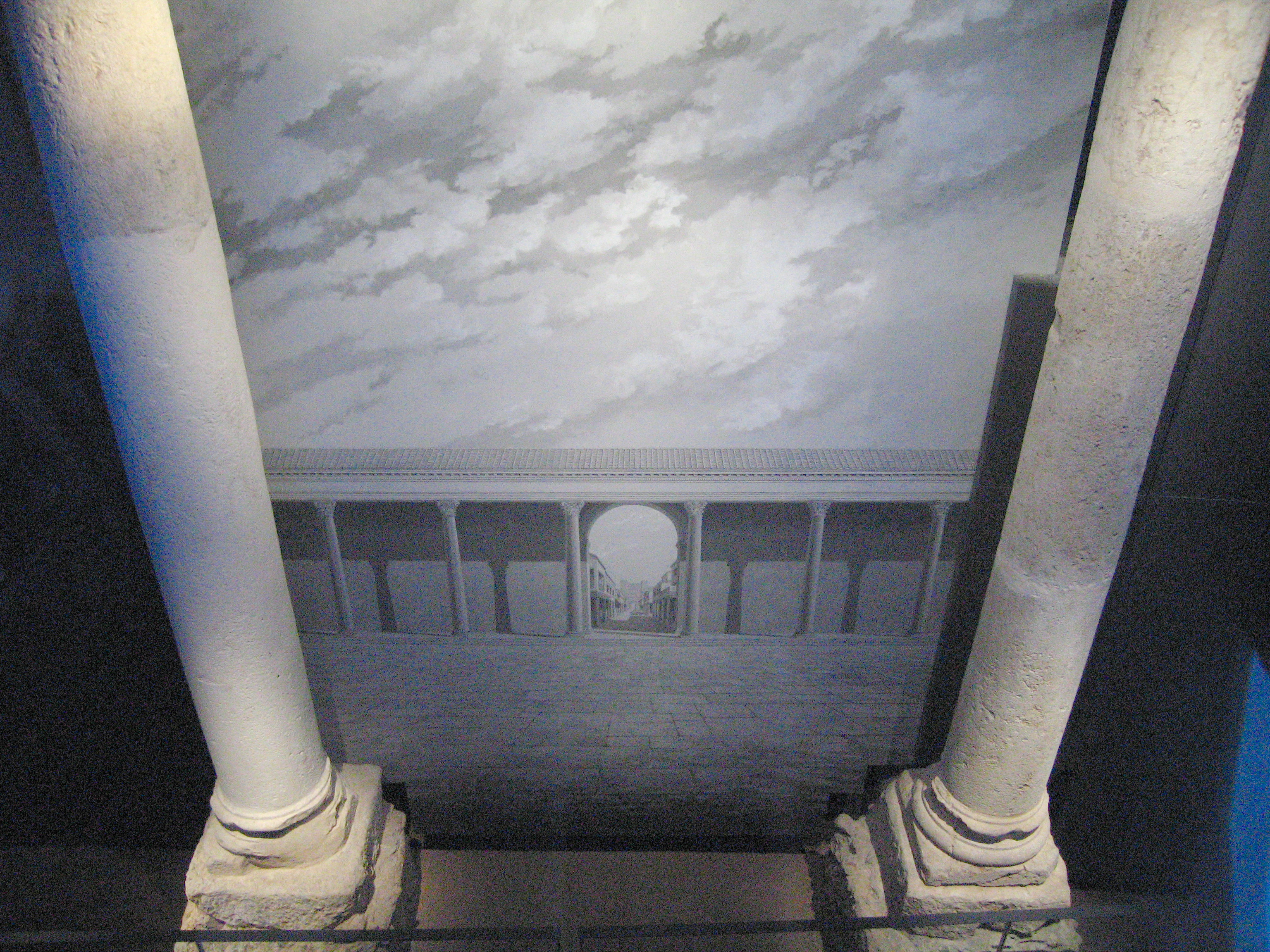
Columnes romanes del fòrum rompa de València (Museu de l'Almoina)

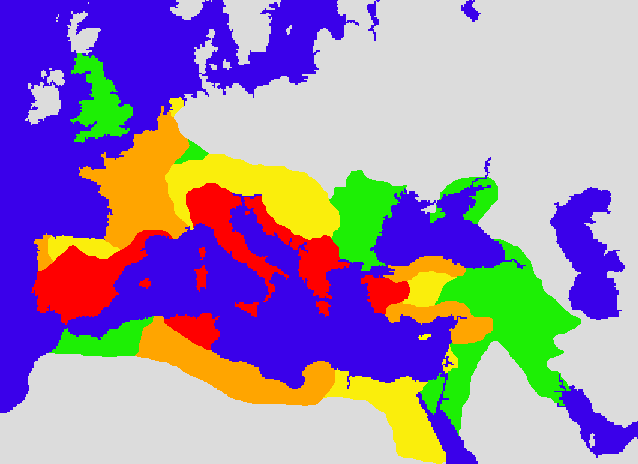
Roma el 133 aC (roig)/44 aC (taronja)/14 dC (groc)/117 dC (verd). Valentia fou una fundació romana a Hispània (138 aC)

La Ciutat de València fou fundada pels romans el 138 aC amb el nom de Valentia.
València és una de les poques ciutats de l'antiguitat que té una data coneguda de fundació, una mena de partida de naixement, escrita per Titus Livi, a Periochae 55. Diu així:
Que vol dir:
Sent cònsol a Hispània Dècim Juni Brut, als (soldats) que havien lluitat en temps de Viriat els donà camps i una ciutat fortificada anomenada Valentia.
Com que Dècim Juni Brut fou cònsol a Hispània cap al 616 Ab Urbe condita (des de la fundació de Roma, que hom creu que fou el 753 aC), es pot calcular amb molt poc marge d'error que la ciutat fou fundada el 138 aC, que a més coincideix amb el període immediatament posterior a la mort de Viriat.
Valentia es fundà sobre una de les illes que formava el riu Túria en la seua pantanosa desembocadura, en una plana al·luvial on els principals assentaments preromans eren els ibèrics d'Arse o Saguntum (Sagunt), Edeta (Llíria) i Saetabis (Xàtiva), tots tres sobre un tossal defensiu. Valentia, en canvi, era la primera ciutat dels voltants fundada sobre el pla. Les possibilitats d'aprofitament d'aquesta plana degueren condicionar l'elecció d'aquest emplaçament. En aquesta època de la Roma republicana la ciutat de València no era la principal ciutat de l'actual País Valencià (Sagunt i Elx eren, sens dubte, més importants), però sí que era un nucli agrari notable, que arribà a canalitzar les aigües per a reg, i que arribà a encunyar moneda pròpia, on l'emblema de la ciutat ja era la cornucòpia o corn de l'abundància.
L'arqueologia ha tret a la llum proves del primer assentament, clots per a pals de cabanyes i tendes de campanya, segurament un refugi provisional que en pocs anys va donar pas a edificacions més sòlides. La colònia, que va prosperar ràpidament pel fet que encunyara moneda pròpia, fou destruïda l'any 75 aC en el curs de la guerra entre Pompeu i Sertori. En l'excavació de l'Almoina s'han descobert les restes esquarterades de diversos soldats a més de les seues armes, evidència d'allò que degué ser una escaramussa de la batalla. A conseqüència d'això, degué quedar pràcticament abandonada durant almenys cinquanta anys.
Des de mitjan segle I Valentia havia recuperat ja el ritme perdut i iniciava una llarga etapa de desenvolupament, caracteritzada pel creixement urbà, l'afluència de nous colons, i l'engrandiment de l'urbs per mitjà de la construcció de grans edificis públics ––com el fòrum o el circ–– i l'execució d'importants obres d'infraestructura, com un port fluvial al costat de les actuals Torres dels Serrans o la portada d'aigües, un equipament que els valencians no tornarien a tindre fins a mitjan segle xix.
A la segona meitat del segle iii, de manera paral·lela a la resta de l'imperi, Valentia va travessar una etapa de crisi que va marcar l'inici d'un llarg període de decadència, al llarg del qual el perímetre de la ciutat es va reduir, d'en van despoblar barris sencers, i es van abandonar les xarxes d'infraestructures, símptoma d'una relaxació en el govern municipal. Des de mitjan segle iv va poder existir una comunitat cristiana a la ciutat conformada entorn de la memòria del Sant Vicent Màrtir, martiritzat ací l'any 304.
Un segle després, a causa de les primeres onades de pobles germànics i pel buit de poder deixat per l'Administració imperial, l'Església va assumir les regnes de la ciutat i els edificis de culte cristià van començar a reemplaçar els antics temples romans. En temps del bisbe Justinià, al segle iv, Valentia va experimentar una certa recuperació i es va frenar per algun temps la degradació urbana i s'hi va celebrar un important concili regional. La invasió romana d'Orient del sud-oest de la península, al 554, va suposar per a la ciutat una importància estratègica, de manera que s'hi van instal·lar contingents militars visigots i es van mamprendre treballs de fortificació de l'antic circ romà. Després de l'expulsió dels romans d'Orient al 625 s'inicia una etapa fosca, mal coneguda per la història i a penes documentada per l'arqueologia, que sembla testimoniar un to de vida urbana molt baix.

## Lucentum
Lucentum és el nom d'una ciutat íbero-romana situada en l'actual ciutat d'Alacant, en el lloc conegut com el Tossal de Manises, al barri de l'Albufereta.

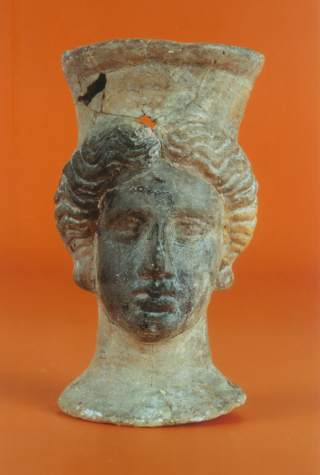
Pebeter funerari ibèric procedent de la necròpli de Lucentum

L'origen de Lucentum com a nucli de població es remunta al segle IV aC, sent els seus primers pobladors d'origen iber contestà, els quals mantenien estrets conatctes comercials i culturals amb grecs i fenicis. També se'ls coneix contactes amb la cultura tartèsica del sud peninsular. Tots aquestos intercanvis culturals donaren produïren una cultura amb caràcters propis que historiadors romans com Plini o Estrabó anomenaren «Contestània». El nom grec de la ciutat era «Akra Leukē» (Ἂκρα Λευκῆ).
Amb l'entrada de Cartago a la península Ibèrica, abans i després de la Segona guerra Púnica, la ciutat va rebre influències arquitectòniques cartagineses, trets que s'observen actualment en les seues restes. En construir aquestos sobre una ciutat ja existent, les restes iberes són quasi inexistents, limitant-se a parts de la muralla que envoltava la ciutat. Foren els romans els qui donaren el nom de Lucentum a la ciutat, després de la conquesta de la costa mediterrània peninsular duta a terme per Publi Corneli Escipió, i també els qui construïren la major part de les restes que actualment formen el conjunt arqueològic. Com a tota ciutat romana, Lucentum es va proveir de termes, temples, fòrum, clavegueres, etc.
El període de major auge de la ciutat se situa entre el segle i aC i el segle i aC, entrant en decadència a finals d'aquest segle i abandonant-se en el segle ii i el III. El motiu principal d'aquesta decadència rau en la importància de la ciutat veïna d'Ilici (l'actual Elx), la qual, millor comunicada per terra i per mar, gaudia d'una major prosperitat i restava importància comercial i estratègica a Lucentum. Fins a tal punt va arribar la decadència de la ciutat que fou abandonada tatalment, i posteriorment en època musulmana s'hi va ubicar un cementeri en el segle x o el xi.

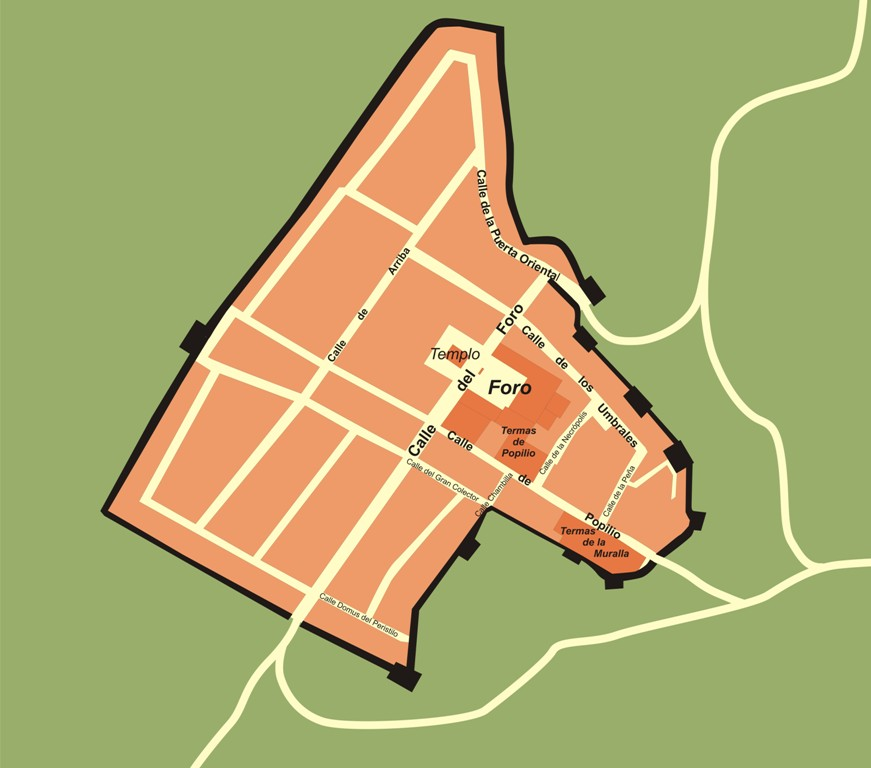
Reconstrucció hipotètica de la planta de la ciutat intramurs sobre el s. I d.C.

Les primeres dades que portaren a la localització de l'antiga ciutat de Lucentum les va aportar Antonio Valcárcel Pío de Saboya i Moura, Comte de Lumiares, que en 1780 afirmava que les restes del Tossal de Manises que ell èrsonalment havia excavat durant anys pertanyien a aquesta ciutat, contradint les afirmacions que deien que la ciutat es trobava fora de l'àmbit local alacantí. Posteriorment el jaciment es va excavar per Lafuente i Figueras, que buscaven una ciutat grega i cartaginesa. També fou excavat durant els anys 30 pel professor Belda.
Lucentum es troba en lloc privilegiat, amb una excel·lent vista sobre l'antiga albufera, el puig de les basses i la badia.

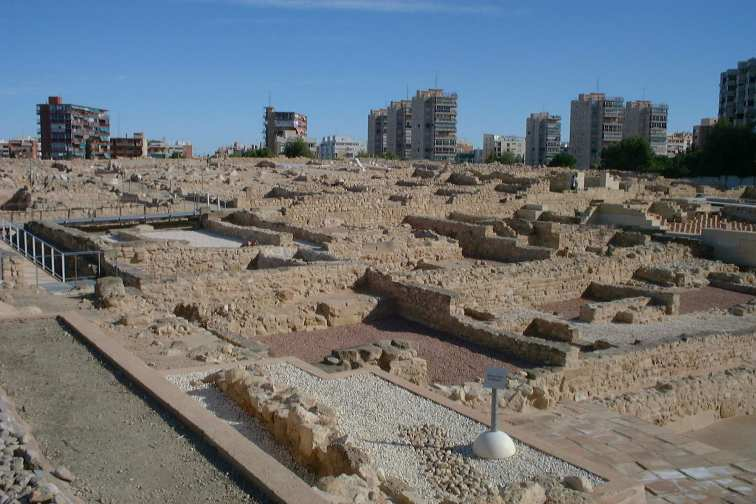
Planta general del conjunt arqueològic de Lucentum

El poblat està tancat en la seua part més accessible per una muralla, de la qual se'n conserven abundants parts. El lloc presenta signes d'ocupació ibèrica i romana, si bé les restes i el material obtingut de les excavacions corresponen a una ciutat romana, especialment des del segle I. El nivell inferior seria coetani a la necròpli excavada en els anys 30 amb motiu de la construcció de la carretera. Els materials d'aquesta, de gran interés, han sigut publicats i es conserven al Museu Arqueològic Provincial d'Alacant, destaquen els pebeters (amb una excel·lent col·lecció al museu) alguns amb formes curioses, ceràmiques ibèriques amb decoració geomètrica, com el vas dels genets, altres amb representacions d'aus i peixos, restes escultòriques, joies, collars de pasta vítria, amulets d'origen egipci, terracotes, fusaioles, armes, etc. Entre les joies destaquen tres arracades (procedents de les tombes F81 i F142) de possible ús masculí i que suggereixen l'existència d'un taller local, també identificats en altres necròpolis (com el tresoret d'Hellín). La «Kore d'Alacant», actualment en el Museu Arqueològic de Catalunya, podria procedir d'aquest jaciment.
El conjunt arqueològic de Lucentum ocupa una superfície d'uns 30.000 m². En 1961 fou declarat «monument històric-artístic», encara que abans d'això va estar a punt de desaparèixer víctima de l'especulació immobiliària. Es salvà gràcies a l'actuació de persones compromeses en la seua conservació, com l'arqueòloga sueca Solveig Nordström. La ciutat es salvà però al preu de quedar-se enclaustrada entre edificis alts que li lleven la perspectiva del que fou una important ciutat romana i que contaminen visualment el conjunt.Però protegida i tot amb la figura legal de monument, Lucentum encara va sofrir d'anys d'abandonament i espoli fins que en els anys 90 s'iniciara un procés seriós per a la conservació i musealització de les restes arqueològiques.

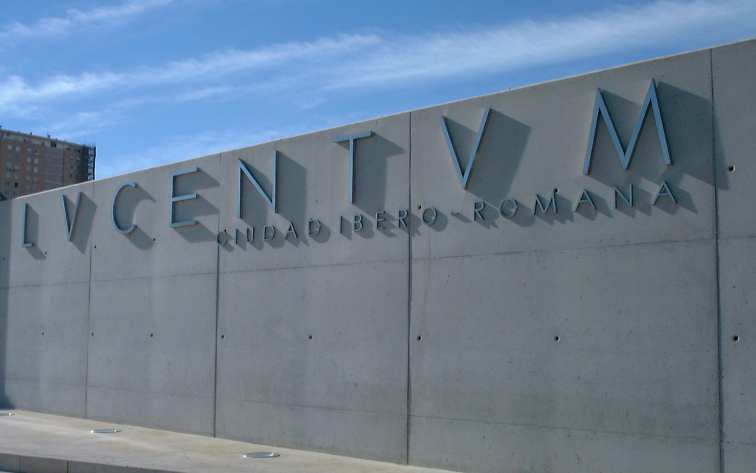
Entrada al conjunt arqueològic de Lucentum

Recentment ha sofert una remodelació profunda, excel·lent tècnicament, dirigida per l'arquitecte Rafael Pérez Jiménez i l'arqueòleg Manuel Olcina Doménech, reforma premiada per la revista d'arquitectura del Col·legi Oficial d'Arquitectes de la Comunitat Valenciana i que suposa la recuperació definitiva i irreversible del que quedava del jaciment. Aquesta recuperació suposà una fita cultural per a la ciutat d'Alacant.
Avui en dia es pot visitar el conjunt arqueològic, on destaquen les restes de la muralla que fortificava l'assentament, així com les bases de les torres defensives preromanes, les termes, el fòrum, part de la necròpoli musulmana i restes de molts habitatges. Tot i així, bona part del Tossal de Manises es troba encara en fase d'excavació, pel que s'espere que el conjunt augmente de dimensions i importància a mesura que avancen els treballs.
La influència del nom de l'antiga ciutat romana té el seu ressò en l'actual ciutat d'Alacant, una gran multitud d'empreses, associacions i clubs esportius porten el nom de l'antiga ciutat de Lucentum.